# نايجل بنسون
نايجل بنسون (بالإنجليزية: Nigel Benson)‏ هو كاتب بريطاني، ولد في 15 يناير 1955 في Newport Pagnell ‏ في المملكة المتحدة.